# MGR-1 Honest John
Die MGR-1 Honest John war eine von der Vereinigten Staaten entwickelte ungelenkte nuklearwaffenfähige Kurzstreckenrakete. Die Honest John gehörte zur Klasse der Battlefield short-range ballistic missiles (BSRBM). 

## Entwicklung
Die Honest John wurde ab 1950 vom Redstone Arsenal in Zusammenarbeit mit der Douglas Aircraft Company entwickelt. Der erste Teststart erfolgte am 29. Juni 1951 auf dem Testgelände White Sands Missile Range. 1954 wurden die ersten Systeme an die Streitkräfte der Vereinigten Staaten ausgeliefert. In den darauffolgenden Jahren wurden annähernd 14.900 Honest John-Raketen produziert. Ab 1964 überließ man der US-Nationalgarde das Waffensystem bis zur Außerdienststellung 1982. Das Nachfolgesystem war die MGM-52 Lance.

## Varianten

### MGR-1A (M31)
Dies war die erste Serienversion welche 1954 bei den Streitkräften der Vereinigten Staaten eingeführt wurde. Die Rakete verwendete das Hercules M6-Feststoffraketentriebwerk mit Doppelbasistreibstoff. Das Raketentriebwerk hatte eine Brenndauer von rund 3,4 Sekunden und entwickelte einen Startschub von 411 kN. Die Brennschlussgeschwindigkeit betrug rund Mach 1,5. Die minimale Schussdistanz betrug 7,5 km und die maximale Schussdistanz lag bei 24,8 km.

### MGR-1B (M50)
Dies war eine verbesserte Ausführung der M31 und wurde auch Improved Honest John genannt. Die MGR-1B stand ab 1960 bereit. Die Rakete verwendete ein neues Feststoffraketentriebwerk. Dieses hatte eine Brenndauer von rund 4,3–4,5 Sekunden und entwickelte einen Startschub von 666 kN. Die Brennschlussgeschwindigkeit betrug rund Mach 2,3. Die minimale Schussdistanz betrug 7,5 km und die maximale Schussdistanz lag bei 48 km.

### MGR-1C (M50A1)
Dies war eine vereinfachte Exportversion, die keine Nukleargefechtsköpfe tragen konnte.

## Technik

### Startfahrzeuge
Die Raketen wurden auf einem Lastkraftwagen oder Anhänger transportiert und ab diesen gestartet. Zu diesem Zweck war auf den Startplattformen eine Startschiene für die Rakete montiert. Die Startschiene ließ sich in der Horizontalen drehen und in der Vertikalen anstellen. Folgende Fahrzeuge wurden zum Transport bzw. zum Abfeuern der Honest John eingesetzt:
- M33 (Transportanhänger, Abschussrampe)
- M46 (Transportlastwagen)
- M289 (Transportlastwagen M139 mit Abschussrampe)
- M329 (Transportanhänger)
- M386 (Transportlastwagen M139 mit Abschussrampe)
- M405 (Transportanhänger)
- M465 (Transportfahrzeug)

### Raketen
Die M31- und M50-Raketen waren ungelenkt und drallstabilisiert. Am Raketenheck waren vier starre trapezförmige Stabilisierungsflächen montiert. Beide Raketentypen waren einstufige Flugkörper mit einem Feststoffraketentriebwerk. Weiter besaßen die Raketen vier Rotationstriebwerke, welche in der vorderen Rumpfsektion lagen. Die Abgase der Rotationstriebwerke traten aus Düsen aus, die senkrecht zur Längsachse und tangential zum Umfang der Rakete angeordnet waren. Diese wurden unmittelbar nach dem Start gezündet. Dadurch wurde die Rakete in eine Umdrehung um ihre Längsachse versetzt, was den Flug stabilisierte. An der Raketenspitze befand sich die überkalibrige Gefechtskopfsektion. Diese konnte wahlweise mit einem Nukleargefechtskopf, einem Gefechtskopf für chemische Kampfstoffe, einem konventionellen Splittergefechtskopf oder einem Gefechtskopf mit Streumunition bestückt werden.
Der erste Nukleargefechtskopf war der W7. Dieser hatte eine Sprengkraft von 20 kT. Der Nukleargefechtskopf wurde mit einem Radar-Näherungszünder in einer Höhe von 230–1800 m zur Detonation gebracht. Anfang der 1960er-Jahre folgte der Nukleargefechtskopf W31. Dieser Gefechtskopf war so aufgebaut, dass vor dem Raketenstart eine Sprengkraft von 5, 10, 20 oder 40 kT gewählt werden konnte. Der Gefechtskopf konnte bei Bodenkontakt oder mit einem Radar-Näherungszünder in der Luft zur Detonation gebracht werden.
Neben den nuklearen existierten auch verschiedene konventionelle Gefechtsköpfe. Der M6-Splitter-Sprenggefechtskopf wog 680 kg. Der M57-Mehrzweckgefechtskopf bestand aus einer Brand- und Sprengladung mit Splittermantel und wog 740 kg. Der M114-Splittergefechtskopf wog 713 kg und hatte einen Sprengstoffanteil von 188 kg. Dieser Gefechtskopf wurde mit einem Näherungszünder zur Detonation gebracht und erzielte so eine optimale Flächenwirkung. Weiter existierte ein Gefechtskopf für Streumunition (Submunition). Dieser Gefechtskopf enthielt
3083 M32 oder 4800 M38/M40-Splitterbomblets. Der Gefechtskopf wurde durch eine Zerlegeladung aktiviert und verteilte die Streumunition über das Zielgebiet.
Weiter existierten Gefechtsköpfe für chemische Kampfstoffe. Der Gefechtskopf M79 (E19R1) enthielt 356 M134-Bomblets und der Gefechtskopf M190 (E19R2) enthielt 356 M139-Bomblets. Die M134- und M139-Bomblets waren kugelförmig und mit 0,59 kg Sarin-Nervengift befüllt. Auch die M79- und M19-Gefechtsköpfe wurden durch eine Zerlegeladung aktiviert und verteilten die Streumunition über dem Zielgebiet.
Insgesamt wurden 7800 M31-Raketen und 7000 M50-Raketen produziert.

## Einsatzkonzeption

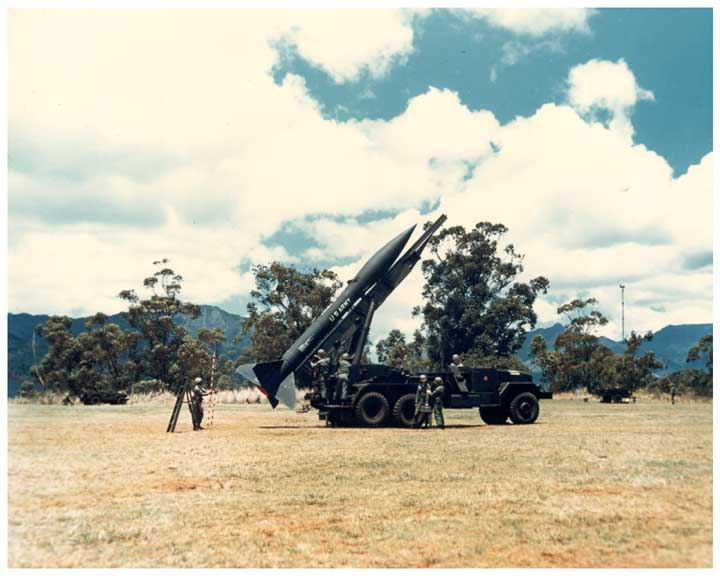
Honest John auf Hawaii, 1961

Der Start der Rakete erfolgte im Regelfall aus einer vorbereiteten Feuerstellung. Die Startvorbereitungen dauerten in einer unvorbereiteten Feuerstellung rund 30 Minuten und in einer vorbereiteten Stellung 10–15 Minuten. Vor dem Start wurde das Startfahrzeug auf Hydraulikstützen gestellt. Dann wurde für die Raketen-Reichweitensteuerung der Neigungswinkel der Startschiene entsprechend eingestellt. Der Kurswinkel (Azimut) wurde vor dem Start grob mit der Richtung des Startfahrzeuges festgelegt und durch Schwenken der Startschiene präzise eingestellt. Der Raketenstart erfolgte durch eine kabelgebundene Bedienkonsole aus sicherer Entfernung. Die minimale Schussdistanz betrug 7,5 km und die maximale Schussdistanz lag bei 48 km. In Abhängigkeit von der Schussdistanz und den durchgeführten Startvorbereitungen betrug der Streukreisradius (CEP) 230–1800 m.

## Stationierung in Deutschland und Mitteleuropa

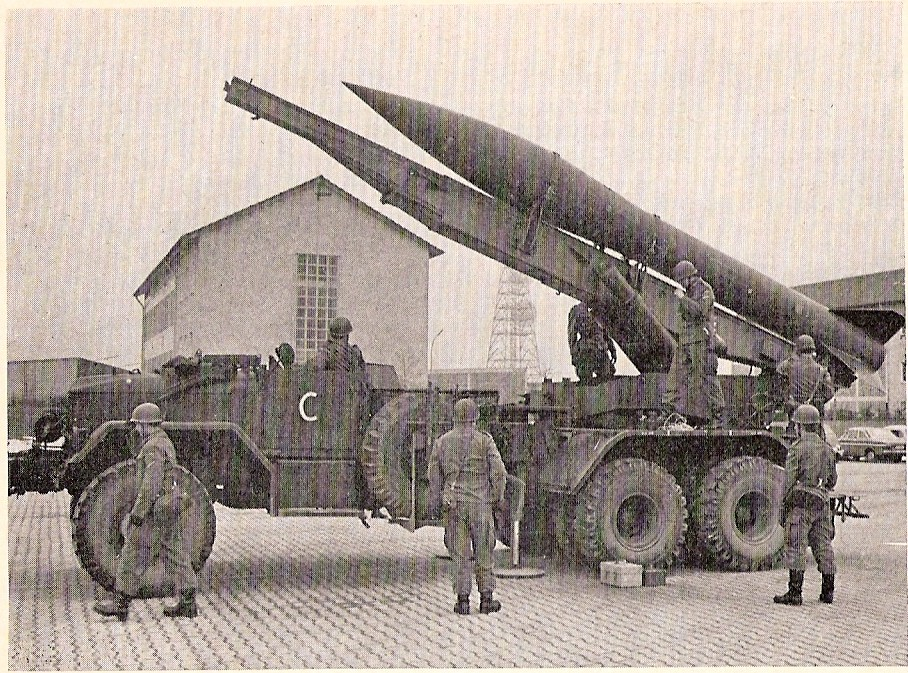
MGR-1 Honest John der Raketenartillerie der Bundeswehr

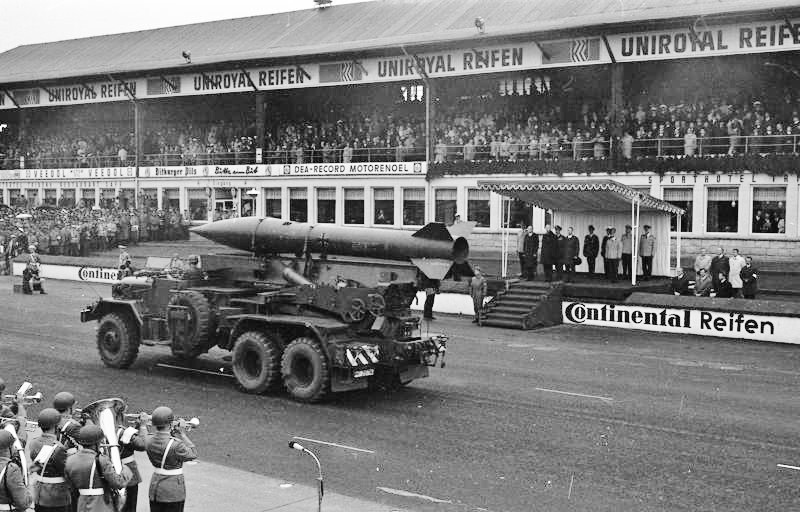
MGR-1 Honest John der Raketenartillerie der Bundeswehr, 1969

Im Heer der Bundeswehr wurden 1959 die Raketenartilleriebataillone 140, 240 und 340 aufgestellt, mit Honest John ausgestattet und den drei Korps unterstellt (I. Korps in Münster, II. Korps in Ulm, III. Korps in Koblenz). 1961 begann unter Zuziehung dieser Bataillone die Aufstellung der Raketenartilleriebataillone in den Artillerieregimentern der Divisionen mit je 3 Honest-John-Batterien und einer Begleitbatterie. In den 11 Raketenartilleriebataillonen der Divisionen (ohne 1. Luftlandedivision) war beginnend 1970 (mit der Einführung von LARS (110 SF)) bis 1982 nur noch die jeweils 2. Batterie mit vier Honest-John-Raketenstartern ausgestattet.
Für die Rakete gab es nukleare Gefechtsköpfe mit einer voreinstellbaren Sprengkraft von 5, 10, 20 oder 40 kT unter Hoheit und im Gewahrsam der USA, an deren Einsatz NATO-Verbündete im Rahmen der nuklearen Teilhabe mitwirken konnten.
Die Raketenartilleriebataillone sollten neben konventioneller Munition im Falle eines Atomkrieges mit ihren Honest John auch nukleare Sprengköpfe verschießen können. Damit sollte die Korps- bzw. Divisionsführung in der Lage sein, feindliche Kräfte frontnah oder im Hinterland zu zerschlagen, ohne auf Luftunterstützung zurückgreifen zu müssen. Gemäß dem Konzept der nuklearen Teilhabe blieben die dafür vorgesehenen Atomsprengköpfe stets in US-Gewahrsam, nur die Trägersysteme wurden von deutschen Soldaten bedient. Ab einer erhöhten Alarmstufe sollten die US-amerikanischen Einheiten dann den deutschen Korps unterstellt werden. Außerdem waren neben konventionellen TNT-Sprengköpfen auch Spezialköpfe vorgesehen, mit denen große Mengen Propagandamaterial bzw. Flugblätter verschossen werden konnten. Nach entsprechenden Erprobungen erwies sich dieser Ansatz für die Operative Information jedoch als wenig effizient; es wurde daher weiter mit Fesselballons gearbeitet. Mit der Ausmusterung der Honest John endete auch die nukleare Teilhabe in diesen Bataillonen.
In Deutschland verschoss man Honest John im Rahmen von Gefechtsschießen auf den Truppenübungsplätzen Grafenwöhr, Baumholder, Bergen-Hohne, Munster und Putlos mit Übungsgefechtsköpfen. Wegen der großen Schussentfernung von etwa 17 km wurde meist von Außenfeuerstellungen in den Platz hinein, aber auch von Platz zu Platz (Bergen-Hohne/Munster) geschossen.

## Verbreitung
- Belgien
- Dänemark
- Deutschland
- Frankreich
- Griechenland
- Italien
- Kanada
- Niederlande
- Norwegen
- Südkorea
- Taiwan
- Türkei
- Vereinigtes Königreich
- Vereinigte Staaten